# Inocêncio (futebolista)
Inocêncio Antônio Periscinotto (Santa Bárbara d'Oeste, 4 de dezembro de 1929 — 17 de novembro de 1996) foi um futebolista brasileiro, que atuava como goleiro. Teve passagens por Flamengo e Palmeiras, nesse último fez parte do elenco campeão da Copa Rio de 1951, mas sem jogar na competição. Sua única partida pelo Palmeiras foi uma derrota para o Bangu por 4 a 1, válida pelo Torneio Rio-São Paulo de 1952.